# Andere Sinema
Andere Sinema was een Belgisch film- en cultureel tijdschrift.  

## Geschiedenis
In 1971 begon de Antwerpse filmclub De Andere Film met een maandelijkse publicatie. De Andere Film informatie schonk aandacht aan minder commerciële cinema. In 1978 werd dit maandblad vervangen door Andere Sinema, een tweemaandelijks tijdschrift met gedegen filmkritiek.
Met de jaren verschoof de aandacht naar cultuur in bredere zin. Zo werd in januari 1997 een themanummer gemaakt rond de Witte Mars met bijdrages van Dieter Lesage, Herman Asselberghs en hoofdredacteur Tom Paulus. Dit 137ste nummer bevatte ook een bijdrage over architectuur door Maarten Delbeke, dierenrechten, cyberspiritualiteit en digitale democratie. De vaste redactie bestond op dat moment verder uit Frank Brisard, Marc Holthof, Jeroen Olyslaegers, Pieter Van Bogaert en Koen Van Daele.
In 1999 werd het filmblad stopgezet om te herrijzen als AS: mediatijdschrift. In 2003 verbond de publicatie zich met het Museum van Hedendaagse Kunst Antwerpen en richtte zich op actuele kunst- en algemene cultuurkritiek, net zoals Ons Erfdeel en het pas opgerichte rekto:verso. In 2007 verdween het tijdschrift nadat het opging in het internationaal Engelstalig kunsttijdschrift Afterall.
Lijst van tijdschriften in België